# レオ・ハオ
レオ・ハオ（Leo Hao, 本名:アレクセイ・ミハイロビッチ・シャムロフスキー Alexey Mikhailovich Shamrovsky，1973年3月1日 - ）は、ロシア出身のイラストレーター、アートデザイナー、グラフィックデザイナー、写真家。

## 略歴
1973年3月1日、ロシアのモスクワ州モスクワ生まれ。本名：アレクセイ・ミハイロビッチ・シャムロフスキー。
1990年頃から、職を転々としながらも独学で美術を学び、ペンネーム"レオ・ハオ"の名で美術系の仕事を模索する。
2001年、地元の大手出版社Eksmoからの書籍を手掛けた作品が、ロシアの芸術賞にノミネートされたり、ロシア産HR/HMバンド、アリアへのアルバム・カヴァーアートが評価されて知名度を上げた。
以降、ロシアを代表するアートデザイナーとして、本やアルバムのカヴァー以外に、ゲームソフトやフォトグラフのアートワークにも進出し、視覚障害者の為に工夫したブック・カヴァーを考案するなど、福祉にも目を向けて活動の場を広げている。

## アルバム・カヴァー / アートワーク作品一覧
Aria - アリア
- 『Chimera』（2001年）
- 『Hard Truck 2: King of the Road』（2001年）
- 「Coliseum」(EP)（2002年）
- 『The Calm』（2002年）
- 『Searching For A New Sacrifice...』（2003年）
- 『Kreshchenie ognyom』（2003年）
- 『Living Fire』（2004年）
- 「Alien」(EP)（2006年）
- 『Armageddon』（2006年）
- 『Hell's Dance』（2007年）
- 『Hero of Asphalt: 20 Years』（2008年）
- 「Battlefield」(EP)（2009年）
- 『Feniks』（2011年）

※以下アルファベット、キリル文字順
Alisa
- 『We Are Together XX years』（2005年）

Blind Guardian - ブラインド・ガーディアン
- 「The Bard's Song (In the Forest)」(EP)（2003年）
- 『Imaginations Through The Looking Glass』(DVD)（2004年）
- 「Another Stranger Me」(EP)（2010年）

Demons & Wizards
- 『Touched by the Crimson King』（2005年）

Epidemia
- 『The Legend of Xentharon』（2018年）

Estate
- 『Fantasia』（2014年）

Guardians Of Time
- 『Machines Of Mental Design』（2004年）[4]

Iced Earth - アイスド・アース
- 「The Reckoning」(EP)（2003年）
- 『The Glorious Burden』（2004年）
- 『The Blessed and the Damned』（2004年）
- 『Slave to the Dark』（2008年）

Invictus
- 『Black Heart』（2003年）

Iron Mask - アイアン・マスク
- 『Hordes of the Brave』（2005年）

Kalevala
- 『Kudel Belosnezhnogo L'na』（2008年）
- 『Kukushkiny Djeti』（2009年）

Krüger
- 『Скалы и Сталь』（2007年）

Magic Kingdom - マジック・キングダム
- 『Metallic Tragedy』（2004年）
- 『Symphony of War』（2010年）

Manticora - マンティコラ
- 『The Black Circus Part 1: Letters』（2006年）
- 『The Black Circus Part 2: Disclosure』（2007年）

Margarita
- 『Against Despair』（2009年）
- 『The Dynasty of the Adherents: Sic Transit Gloria Mundi 』（2013年）
- 「Salto Vitale」(EP)（2018年）

Nocturnal Rites - ノクターナル・ライツ
- 『Shadowland』（2002年）
- 『New World Messiah』（2004年）

Piknik
- 『Tri Sudby』（2011年）
- 『Жень-Шень』（2011年）

Primal Fear - プライマル・フィア
- 『Devil's Ground』（2004年）

Pulsar
- 『Civilization』（2005年）

RAGE - レイジ
- 『From the Cradle to the Stage』（2004年）

Revoltons
- 『Night Visions』（2003年）

SAXON - サクソン
- 『The Inner Sanctum』（2007年）

Sergey Mavrin
- 「Obratnaya Storona Realnosti」(EP)（2005年）
- 『Otkrovenie』（2006年）
- 「Фортуна」(EP)（2007年）
- 『Live』（2007年）
- 『Fortuna』（2007年）

The Arrow
- 『Keeper Of Souls』（2006年）
- 『Lady Nite』（2009年）

Victor Smolski
- 『Majesty & Passion』（2004年）

AnJ
- 『100 Миль по Прямой』（2006年）

Алексей Страйк
- 『Рождённый под знаком огня』（2009年）

Виконт
- 『На подступах к небу』(EP)（2009年）
- 『Не покоряйся судьбе!』（2011年）

Дом Ветров
- 『От Земли』（2008年）

Иван-царевич
- 『Иду на Вы!』（2007年）

Пилигрим
- 『Слава России』(Reissue盤)（2007年）

Реанимация
- 『Характерник』（2008年）

Троя
- 『Мир в огне』（2008年）

Химера
- 『Агония』（2005年）

Чёрный кузнец
- 『Я тот, кто я есть!』（2009年）
- 「Пульс」(EP)（2010年）

## 書籍カヴァー
- J・R・R・トールキン作『指輪物語』ロシア版

## ゲームソフト・カヴァー
- ヒーローズ・オブ・マイト・アンド・マジック V（2006年、ユービーアイソフト）[5]